# Sing « Yesterday » for Me
Sing « Yesterday » for me (イエスタデイをうたって, « Yesterday » o utatte) est un seinen manga de Kei Tōme. Il est prépublié à partir de 1998 dans le magazine Business Jump, puis transféré dans le magazine Grand Jump en novembre 2011. Il se termine le 3 juin 2015 dans le 13e numéro du magazine, et compte un total de onze volumes publiés par Shūeisha. La version française a été publiée par Delcourt entre 2003 et 2016. Une adaptation en une série d'animation de douze épisodes et est diffusée pour la première fois entre avril et juin 2020.
Le rythme de travail de l’autrice sur cette série a été particulièrement lent, puisqu'il s'est étendu sur plus de 17 ans. Le titre de l'œuvre est inspiré d'une chanson du groupe rock japonais RC Succession, dont le chanteur, Kiyoshirō Imawano (忌野 清志郎), était très connu dans les années 1980.

## Synopsis
Rikuo Uozumi, un jeune freeter employé dans un konbini (petit supermarché), rencontre Haru, une jeune fille exubérante qui a un corbeau nommé Kansuke pour ami. Elle lui avoue rapidement qu'elle l'aime depuis très longtemps. Commence alors une histoire d'amour peu commune car bien qu'Uozumi soit vaguement attiré par Haru, il est avant tout amoureux de Shinako, une ancienne camarade d'université.

## Personnages

### Personnages principaux
Rikuo Uozumi (魚住 陸生, Uozumi Rikuo)
Rikuo est un jeune diplômé de la fac. Sans réelle motivation et constamment en manque d’argent, il attend de trouver ce qui pourrait lui correspondre dans le monde du travail.
Il est amoureux depuis de longues années de Shinako, qu’il admire pour son sens des responsabilités et son habileté à conduire son avenir. Il se déclare à elle dans le premier tome du manga mais est repoussé. L'histoire cependant ne s'arrête pas là car les sentiments de la jeune femme sont en constante évolution au fil des tomes.
Parallèlement à cela, une autre jeune fille, Haru, fait son apparition. Uozumi commence petit à petit à éprouver des sentiments pour elle, si différente des autres filles, et qui surtout se montre honnête et très motivée. Au point qu'il ne saura plus vraiment où il en est et que, d'un triangle amoureux, cela devienne presque une relation à trois.
Haru Nonaka (野中 晴, Nonaka Haru)
Harua a abandonné ses études au lycée et travaille maintenant dans un bar. Qualifiée de « fille bizarre » par Uozumi en raison de son comportement erratique et ses sautes d'humeur, c’est surtout une jeune fille sensible. Lucide aussi bien à son sujet qu'à celui de son environnement, elle fait surtout son possible pour vivre selon ses convictions. Elle a abandonné le lycée car l’établissement a découvert qu’elle travaillait dans un bar pendant les cours. Elle était l’élève de Shinako au lycée. Amoureuse depuis très longtemps d’Uozumi, elle n’aura de cesse d’être honnête avec lui et de l’attendre au risque de le perdre. Comme elle le dira à Shinako, cette histoire est une course et même si elle part avec un tour de retard parce qu’elle ne connaît pas assez Uozumi, elle n’abandonnera pas. Elle parle peu d’elle, son histoire sera dévoilée au fil des tomes. Ses parents se sont séparés et remariés chacun de leur côté. Haru a quitté le domicile familial et vit avec Kansuke, son corbeau, dans la maison de son grand-père qui est décédé.
Shinako Morinome (森ノ目 榀子, Morinome Shinako)
Ancienne camarade de fac d’Uozumi, Shinako est maintenant professeur au lycée. Elle est le symbole de la réussite sociale. Plus jeune, elle était déjà une fille responsable et douée. C’est aussi un personnage qui cache une grande tristesse et qui ne sait pas se tourner vers l’avenir. Ses sentiments envers Uozumi balancent entre une tendresse amicale et un amour naissant. Son véritable problème vient du fait qu’elle ne peut oublier son premier amour, Yū Hayakawa, décédé.
Rō Hayakawa (早川 浪, Hayakawa Rō)
Lycéen spécialisé dans les études artistiques, Rō est le petit frère de Yū, l’amour perdu de Shinako. C’est un jeune homme frustré par sa place de cadet, qui a toujours eu l’impression de passer au deuxième plan, d’être moins doué que son frère. Éperdument amoureux de Shinako, il est très franc et direct dans la façon dont il gère ses sentiments, à l'instar de Haru. Il s'impose une discipline de fer pour paraître plus adulte aux yeux de Shinako et se débarrasser de l'étiquette de "petit frère" qu'elle lui colle.

### Personnages secondaires
Kinoshita (木ノ下)
Collègue de travail d’Uozumi, Kinoshita est un jeune homme sympathique. En conflit avec sa famille à cause de ses choix professionnels, il rêve de devenir célèbre grâce à son groupe de musique.
Minato Kōichi (航一 湊, Kōichi Minato)
Minato est un jeune photographe talentueux. Amoureux de Haru qu’il a rencontrée avant qu’elle ne quitte le lycée, il tentera maladroitement de la conquérir. Rival d’Uozumi aussi bien dans le domaine sentimental que professionnel, il lui fera prendre conscience de ses envies. Minato est un jeune homme timide, qui peut paraître brusque au premier abord.
FukudaAmi d'Uozumi.
KyokoPatronne du Milk Hall où travaille Haru.
Yoko ArimotoMère de Haru.
Shogo KawashimaBeau-père de Haru.
TakishitaÉtudiant en arts.
KirishimaÉtudiante en arts.
Takako KinoshitaSœur de Kinoshita.
IzumiAmi de Takako.
Chika YuzuharaAncienne petite amie de Rikuo.

## Analyse de l’œuvre

### Thèmes
Sing « yesterday » for me est un manga qui entre dans la catégorie seinen. Il traite de la vie quotidienne de jeunes hommes et femmes et explore les sentiments ressentis notamment lors du passage dans la vie active.
L'auteur propose des réflexions sur l'amour, le travail ou la vie en société : comment fait-on pour vivre ses rêves dans un monde où le travail prime ? Comment se décider lorsque le cœur balance entre plusieurs personnes ? Kei Tōme questionne aussi la place des jeunes adultes dans la société et les stéréotypes du monde du travail au Japon.

La structure narrative étant centrée sur les relations amoureuses des trois (puis quatre) principaux protagonistes, ce manga possède de nombreux traits en commun avec le genre shōjo.

### Freeters
Le terme freeter est une contraction de free (libre en anglais) et de arbeiter (travailleur en allemand). Inventé par un sociologue japonais à la fin des années 1980, il regroupe les jeunes Japonais qui, au sortir de leurs études, restent en marge du monde du travail. Ils enchainent généralement des petits boulots (アルバイト, arubaito) à durée déterminée, qui leur permettent de vivre correctement et de ne pas subir le stress du monde du travail qui, au Japon, ne laisse que peu de place pour une vie sociale hors entreprise. 
On peut diviser les freeter en 3 catégories :
- ceux qui le font par choix, pour vivre leurs rêves (comme Kinoshita) ;
- ceux qui le font parce qu’ils ne savent pas dans quelle voie se diriger (comme Uozumi) ;
- ceux qui le font parce qu’ils n’ont pas d’autre choix (comme Haru).

## Publication

### Liste des volumes
| no | Japonais          | Japonais          | Français         | Français          |
| no | Date de sortie    | ISBN              | Date de sortie   | ISBN              |
| -- | ----------------- | ----------------- | ---------------- | ----------------- |
| 1  | 19 mars 1999      | 4-08-875771-8     | 5 septembre 2003 | 978-2-84789-117-1 |
| 2  | 19 avril 2000     | 4-08-876013-1     | 26 octobre 2003  | 978-2-84789-195-9 |
| 3  | 19 février 2002   | 4-08-876274-6     | 5 décembre 2003  | 978-2-84789-307-6 |
| 4  | 16 juillet 2004   | 4-08-876646-6     | 28 novembre 2005 | 978-2-84789-944-3 |
| 5  | 19 avril 2007     | 978-4-08-877255-4 | 20 août 2008     | 978-2-7560-1470-8 |
| 6  | 19 novembre 2008  | 978-4-08-877554-8 | 14 octobre 2009  | 978-2-7560-1838-6 |
| 7  | 19 novembre 2010  | 978-4-08-879064-0 | 30 novembre 2011 | 978-2-7560-2886-6 |
| 8  | 19 juillet 2012   | 978-4-08-879366-5 | 27 août 2014     | 978-2-7560-5468-1 |
| 9  | 19 juillet 2013   | 978-4-08-879638-3 | 4 février 2015   | 978-2-7560-6529-8 |
| 10 | 19 mai 2014       | 978-4-08-879775-5 | 15 avril 2015    | 978-2-7560-6889-3 |
| 11 | 18 septembre 2015 | 978-4-08-890249-4 | 17 février 2016  | 978-2-7560-6890-9 |

Un recueil d'histoires courtes intitulé Sing Yesteday Ex est paru le 20 novembre 2009 au Japon,.
Une réédition des mangas en français est prévue à partir du 22 janvier 2025.

### Traduction française
- Traduction : Tamako Kageyama
- Adaptation : Patrick Chesnet
- Lettrage : Eliette Blatché
- Conception graphique : Trait pour Trait

## Anime

### Production
Une adaptation en anime est annoncée le 17 avril 2019. La série est prise en main par le studio d'animation Doga Kobo et réalisée par Yoshiyuki Fujiwara. La série est diffusée pour la première fois au Japon entre le 5 avril et le 21 juin 2020. La série est composée de 12 épisodes diffusés à la fois à la télévision et en ligne, et 6 courts épisodes supplémentaires diffusés uniquement en ligne. Crunchyroll diffuse la série télévisée en simulcast dans le monde entier, excepté en Asie.
Le premier ending, intitulé Kago no naka ni tori (籠の中に鳥), est interprété par Yourness de l'épisode 1 à 6,. Sayuri performe le deuxième ending, Aoibridge (葵橋, Aoibashi), de l'épisode 7 à 9. Le troisième ending est une reprise du single Yesterday o utatte (イエスタデイをうたって, Iesutadei o uttate) du groupe RC Succession par TaNaBaTa. Il s'agit de la chanson qui a inspiré le titre du manga.

### Liste des épisodes
| No | Titre français                                            | Titre japonais                     | Titre japonais                                   | Date de 1re diffusion |
| No | Titre français                                            | Kanji                              | Rōmaji                                           | Date de 1re diffusion |
| --- | --------------------------------------------------------- | ---------------------------------- | ------------------------------------------------ | --------------------- |
| 1 | Ceux en marge de la société doivent changer par eux-mêmes | 社会のはみ出し者は自己変革を目指す | Shakai no hamidashisha wa jiko henkaku wo mezasu | 5 avril 2020          |
| Ayant fini ses études il y a six mois, Rikuo Uozumi travaille maintenant dans un konbini, sans réelle ambition. Un jour, il fait la rencontre d'une mystérieuse et enjouée lycéenne, Haru, qui a un corbeau pour animal de compagnie. Entre-temps, le jeune homme apprend que Shinako, une amie de l'université dont il est épris, vit dans la même ville que lui. |                                                           |                                    |                                                  |                       |
| 2 | Impasse                                                   | 袋小路                             | Fukurokouji                                      | 12 avril 2020         |
| Un certain malaise s'est installé entre Rikuo et Shinako depuis la confession amoureuse du jeune homme qui essuie un refus de cette dernière. Rô, ami d'enfance de Shinako, est arrivé en ville et étudie au lycée où elle travaille. Haru, amoureuse de Rikuo, ne compte pas se laisser faire face à Shinako, qu'elle voit comme une rivale. |                                                           |                                    |                                                  |                       |
| 3 | C'est quoi, l'amour ?                                     | 愛とはなんぞや                     | Ai to wa nanzo ya                                | 19 avril 2020         |
| Haru continue de se rendre fréquemment au konbini où travaille Rikuo afin de le voir. Ne tenant pas à la blesser, il lui affirme qu'elle mérite mieux qu'un homme de son genre. Mais il en faut plus pour démotiver Haru qui propose un cinéma à Rikuo. Les choses se compliquent lorsque ce dernier ne vient pas au rendez-vous. |                                                           |                                    |                                                  |                       |
| 4 | L'eau a coulé sous les ponts, Shinako rentre chez elle    | 川は流れて 榀子帰郷                | Kawa wa nagarete Shinako kikyō                   | 26 avril 2020         |
| Rô entame des cours préparatoires d'art mais se sent rapidement distancé par ses camarades. En parallèle, Shinako s'occupe régulièrement de lui; le jeune homme étant le petit frère de son amour de jeunesse décédé. Rô éprouve des sentiments à l'égard de celle qui a aimé son aîné et se décide à lui en faire part. Il reçoit un refus de l’intéressée qui dit ne pas le voir de cette façon. Shinako reste enchaînée à son passé, se remémorant sans cesse celui qu'elle porte dans son cœur.                                    |                                                           |                                    |                                                  |                       |
| 5 | Celui qui s'appelle Minato                                | ミナトという男                     | Minato to iu otoko                               | 3 mai 2020            |
| Rikuo cumule maintenant deux emplois après avoir été embauché dans une galerie d'art exposant des photographies où il aide pour les expositions et l'administratif. Il y fait la rencontre de Minato, un étudiant taciturne passionné par la photographie, qui vient également d'être employé dans la galerie. Ce dernier recroise par hasard son ancienne camarade de classe de terminale qui n'est autre qu'Haru. Minato comprend rapidement qu'elle est éprise de Rikuo mais qu'en est-il de ses sentiments à lui ?                 |                                                           |                                    |                                                  |                       |
| 6 | Celle qui s'appelle Yuzuhara                              | ユズハラという女                   | Yuzuhara to iu onna                              | 10 mai 2020           |
| Alors qu'il travaille au konbini, Rikuo tombe nez à nez avec Chika Yuzuhara, son ex du lycée. Elle lui demande de l'héberger pour une nuit en raison de problèmes financiers. Mais le lendemain, la jeune femme implore de rester un maximum d'un mois, le temps de recevoir la paie de son nouveau boulot. Rikuo tombe subitement malade mais peut compter sur l'aide de Yuzuhara qui prend soin de lui. Pour ne rien arranger, Haru et Shinako viennent lui rendre visite, sans se douter qu'il n'est pas seul dans son appartement. |                                                           |                                    |                                                  |                       |
| 7 | Pressentiment d'amour                                     | 恋人たちの予感                     | Koibito-tachi no yokan                           | 17 mai 2020           |
| Rikuo a trouvé un nouveau travail dans un studio photo et réalise à quel point il apprécie la photographie, envisageant même de quitter son emploi au konbini. Rô se montre de plus en plus aussi insistant avec Shinako qui, désemparée par les sentiments de l'adolescent, demande conseil à Rikuo. |                                                           |                                    |                                                  |                       |
| 8 | Innocent blue                                             | イノセント・ブルー                 | Inosento Burū                                    | 24 mai 2020           |
| Shinako propose à Rikuo de monter dans son appartement mais finit par se défiler au dernier moment. Le jeune homme se sent étrangement soulagé que les choses ne soient pas allées si loin. Ayant été embauché à plein temps au studio, Rikuo quitte son emploi au konbini. Haru continue quant à elle de l'attendre à ses sorties de travail. |                                                           |                                    |                                                  |                       |
| 9 | Christmas Carol                                           | クリスマス・キャロル               | Kurisumasu Kyaroru                               | 31 mai 2020           |
| Alors que Rô rentre des cours, il tombe sur Shinako en train de cuisiner et les deux amis d'enfance finissent par se réconcilier malgré l'ambiguïté de la situation. Haru est d'humeur morose depuis que Rikuo ne travaille plus au konbini car les occasions de le croiser se font plus rares. Tandis que Nöel approche, tout le monde se prépare à le fêter à sa manière. |                                                           |                                    |                                                  |                       |
| 10 | Le Début d'une nouvelle année                             | はじまりの新年                     | Hajimari no shin'nen                             | 7 juin 2020           |
| Rikuo et Shinako se rapprochent de plus en plus, aidés par les fêtes de fin d'année. Alors qu'il lui offre maladroitement un cadeau de Noël, le jeune homme est surpris par la proposition de celle qu'il aime de passer la soirée du nouvel an ensemble. Haru – malgré les demandes répétées de Rikuo d'arrêter de faire tant d'efforts pour le voir – tente de rester optimiste et ne semble pas près de s'avouer vaincue face à Shinako.                                                                                            |                                                           |                                    |                                                  |                       |
| 11 | La tempête Haru                                           | はるの嵐                           | Haru no arashi                                   | 14 juin 2020          |
| Le logement de Haru a été cambriolé et choquée, la jeune femme demande à Rikuo de passer la nuit chez elle. Rikuo et Shinako poursuivent, pas à pas, leur relation malgré l'inexpérience et la peur de cette dernière. Les deux ont du mal à la révéler à ceux qui les aiment, Haru et Rô. Alors qu'elle se rend chez Rikuo pour le remercier d'être resté à ses côtés à la suite du cambriolage, Haru tombe sur celui qu'elle aime avec Shinako et comprend que sa « rivale » déclarée a pris le dessus.                              |                                                           |                                    |                                                  |                       |
| 12 | Perdus en chemin                                          | 遠回り                             | Tōmawari                                         | 21 juin 2020          |
| Rô surprend Rikuo et Shinako ensemble et comprend la nature de leur relation. Il explique à Shinako être prêt à accepter qu'elle soit avec un autre homme mais digère mal ne pas avoir été mis au courant. Le couple se retrouve dans un parc qu'il fréquentait avec leurs amis de l'université et brise enfin la glace quant au malaise qui planait entre eux. |                                                           |                                    |                                                  |                       |